# Coreobagrus
Coreobagrus là một chi cá lăng được tìm thấy trong khu vực Đông Á.

## Loài
Hiện tại có hai loài được mô tả trong chi này:
- Coreobagrus brevicorpus T. Mori, 1936 (Korean stumpy bullhead)
- Coreobagrus ichikawai Okada & Kubota, 1957 (Neko-gigi)